# گیلا (نیومکزیکو)
گیلا، نیو مکزیکو (به انگلیسی: Gila) یک منطقهٔ مسکونی در ایالات متحده آمریکا است که در شهرستان گرنت، نیومکزیکو واقع شده‌است. گیلا ۳۱۴ نفر جمعیت دارد و ۱٬۳۸۸٫۹۹ متر بالاتر از سطح دریا واقع شده‌است.